# Judith Barsi
Judith Eva Barsi (6 de juny de 1978, Vall de San Fernando, Califòrnia - 25 de juliol de 1988, Canoga Park, Califòrnia). És filla d'emigrants hongaresos, fou descoberta casualment en una pista de patinatge a la Vall de San Fernando als cinc anys l'any 1983, quan, degut a la seva alçada, fou confosa amb una nena d'uns tres anys. Participà en diverses pel·lícules com Jaws 4 o Eye of the Tiger, entre d'altres, així com en telefilms i en capítols aïllats de famoses sèries de televisió de la dècada de 1980 com ara Cheers, Remington Steele, Cagney & Lacey i Growing Pains.
A mesura que augmentava l'èxit a la carrera de Judith, József es va tornar cada vegada més abusiu, gelós i paranoic, i habitualment amenaçava de suïcidar-se, la seva dona i filla. El seu alcoholisme va empitjorar i va resultar que l'arrestessin tres vegades per conduir ebri. El desembre del 1986, Maria va denunciar les seves amenaces a la policia i també va informar que József l'havia colpejada a la cara i l'havia escanyat. Després que la policia no va trobar signes físics d'abús, Maria finalment va decidir no presentar càrrecs contra József.
Després de l'incident, es va informar que József va deixar de beure, però va continuar amenaçant i abusant de la seva dona i filla. Abans que Judith se n'anés per disparar a Jaws: The Revenge a les Bahames, József va amenaçar Judith amb un ganivet i li va dir: "Si decideixes no tornar, et tallaré el coll". Maria va declarar que József li va mostrar on guardava la seva benzina i li va advertir que tenia la intenció d'incendiar la casa si ella i Judith se n'anaven. Segons els informes, va amagar un telegram informant Maria que un parent a Hongria havia mort, en un intent per evitar que ella i Judith sortissin d'Amèrica. Judith li va dir a la seva millor amiga que József, en un atac d'ira, una vegada li va llançar olles i paelles a la cuina, donant-li una hemorràgia nasal. A causa de l'abús del seu pare, Judith va començar a engreixar-se i li va arrencar les pestanyes i va treure els bigotis del seu gat. Després de trencar-se davant del seu agent durant una audició de cant per a All Dogs Go to Heaven, Maria va portar Judith a un psicòleg infantil, que va identificar abús físic i emocional greu i va informar les seves troballes als Serveis de Protecció Infantil.
La investigació es va abandonar després que Maria va assegurar a la treballadora social que tenia la intenció d'iniciar un procés de divorci contra József i que ella i Judith es mudarien a un departament de Panorama City que havia llogat recentment com un refugi diürn lluny de József. Els amics van instar Maria a seguir endavant amb el pla, però es va resistir perquè no volia perdre la llar i les pertinences de la família. Com que József estava obsessionat amb la neteja, Maria va deixar de netejar la casa familiar en un intent per expulsar-lo. La mitjana germana de Judith, Àgi, va visitar la casa i després la va descriure com un "porquet vivent". Una setmana abans de l'assassinat-suïcidi, Maria li va dir a un veí del costat que tenia la intenció de cobrar el xec de reemborsament d'impostos federals de 12.000 $ de la seva filla abans que József pogués obtenir-lo.
Judith va ser vista per última vegada el matí del dilluns 25 de juliol de 1988; mentre ella muntava la bicicleta al carrer. Aquella mateixa nit, József va disparar a Judith al cap mentre ella dormia a la seva habitació. Maria, en sentir el tret, va córrer pel passadís, on József la va conèixer i també el va disparar. József va passar els dos dies següents deambulant per la casa i va dir durant una trucada telefònica amb l'agent de Judith dimarts a la nit que tenia la intenció de mudar-se per sempre, i que només necessitava temps per "acomiadar-se de la meva petita nena". Després, va vessar benzina sobre els cossos i els va calar foc a tots dos. Més tard, va entrar al garatge i es va disparar al cap amb una pistola calibre .32.
Al seu país d'origen també fou recordada per prestar la seva veu a clàssics del cinema d'animació com The Land Before Time (1988) i All Dogs Go to Heaven (1989).